# L'occhio gelido del testimone
L'occhio gelido del testimone (Witness Protection) è un film per la televisione statunitense del 1999 diretto da Richard Pierce.

## Trama
Bobby Batton è un pentito della mafia che per testimoniare accetta il programma protezione testimoni; la sua vita e quella della sua famiglia non sarà più la stessa.

## Produzione e distribuzione
Il film è uscito in USA l'11 dicembre 1999.